# Jonas Berggren
Jonas Petter Berggren (Gotemburgo, 21 de marzo de 1967) es un músico, cantautor y productor discográfico sueco. Es fundador y el líder de la banda Ace of Base.

## Biografía
Es el primogénito de tres hermanos, las menores son Linn y Jenny. Él nació con labio leporino y se sometió a tres cirugías siendo bebé. Comenzó a escribir canciones cuando tenía siete años y se interesó por la música cuando tenía 10 años, después de que su padre comenzara a enseñarle a tocar la guitarra.
En la escuela secundaria destacó por estudiar música, sabía tocar muchos instrumentos y pasaba horas en su dormitorio creando melodías y haciendo maquetas con el teclado electrónico; que iban siendo archivadas en una pequeña grabadora. Fue en aquella época donde recibió el apodo Joker.

### Siglo actual
En julio de 2000 se casó con la peluquera noruega Birthe Haugland, a quien conoció durante un viaje de crucero por Noruega en el verano boreal de 1996. Juntos tienen cuatro hijos: Julia (nacida en 1999), Gabriel (2001), Amanda (2006) y Molly (2008).

## Carrera

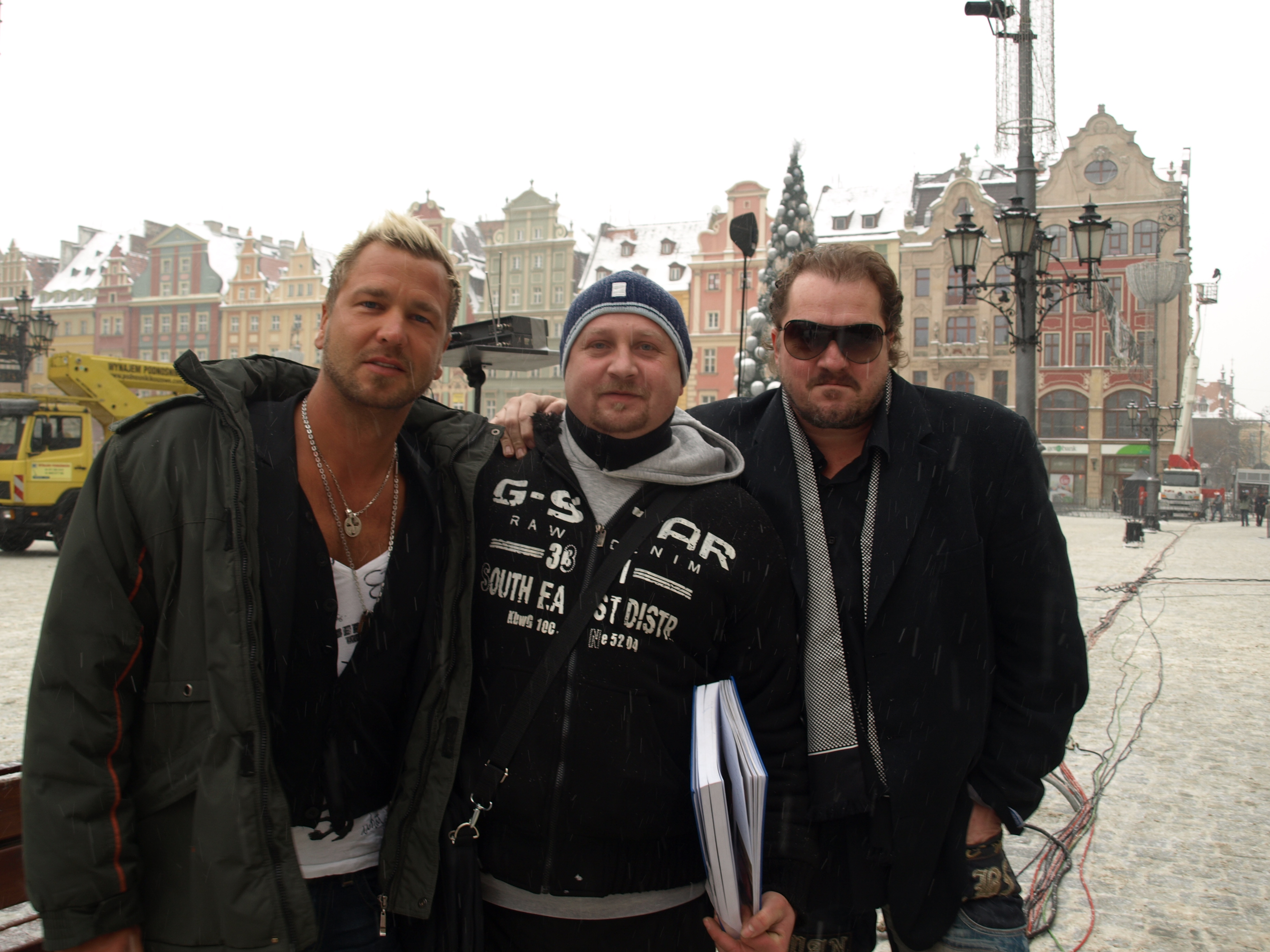
Berggren (derecha) junto a Ulf Ekberg (izquierda) y un fanático, en diciembre de 2010.

En 1986 creó un proyecto musical concreto; Tech Noir, un trío formado por Johnny Lindén y Nicklas Tränk. Sacó el nombre de la película The Terminator (el letrero de una discoteca), tocaban techno y Jonas se ocupaba del sintetizador.
No conforme con las voces, incorporó a sus hermanas; quiénes cantaban góspel en el coro de la iglesia. Con ellas logró un sonido más brillante y rítmico, mientras Lindén y Tränk abandonaron la banda en 1989.
De las primeras canciones compuestas por los hermanos, en Tech Noir, destaca «Young and Proud»; que posteriormente fue incluida en el primer álbum de Ace Of Base. Por entonces la banda tocaba en las discotecas de Gotemburgo y alrededores.

### Ace of Base
En 1990 sumó al proyecto a su reciente amigo, a quien conoció, en el ámbito musical sueco, Ulf Ekberg. El estilo musical de la banda varió por la composición de Ulf, que introdujo reggae y variantes más pop.
Finalmente, a inicios de 1991 la agrupación cambió el nombre a: Ace of Base. Ekberg se inspiró los los ases de la baraja francesa (que son 4 como los miembros del grupo) y a una contracción de basement, que significa sótano en el idioma inglés; lugar donde compusieron sus primeras canciones.
Jonas ha escrito todos sus mayores éxitos, incluidos All That She Wants, The Sign, Never Gonna Say I'm Sorry, Life Is a Flower, The Juvenile y All for You.

### Productor
En 1994 se hizo productor, trabajando bajo el nombre artístico de Joker, y creó el proyecto Yaki-Da junto a Marie Knutsen y Linda Schönberg. Compuso la mayoría de las canciones para Pride, el álbum debut, como: Show Me Love, Pride of Africa y la súper exitosa I Saw You Dancing.
También compuso para la banda Army of Lovers, el cantante E-Type, la cantautora Meja y el súper artista suizo DJ BoBo. Hoy en día tiene su propio estudio de grabación, llamado The Barn.